# Marcel Artelesa
Marcel Artelesa (Pont-Sainte-Marie, 2 de julho de 1938 - Mergey, 23 de setembro de 2016) foi um futebolista francês. Ele competiu na Copa de 1966, sediada na Inglaterra, na qual a seleção de seu país terminou na 13º colocação dentre os 16 participantes.
Em clubes, fez sucesso atuando pelo Monaco, onde jogou 172 partidas e marcou 5 gols entre 1961 e 1966. Defendeu também Troyes, Nice e CA Paris-Neuilly, voltando ao Troyes em 1969 para encerrar a carreira no ano seguinte. Virou treinador em 1973, comandando o USM Romilly até 1997.
Morreu em 23 de setembro de 2016, em Mergey, aos 78 anos.